# Абелеві рівняння (алгебраїчні)
Абелеві рівняння — спеціальний клас алгебраїчних рівнянь, що розв'язуються в радикалах.

## Опис
В своєму мемуарі «Mémoire sur une classe particulière d'équations résolubles algébriquement» (з французької Про спеціальний клас рівнянь, що розв'язується в радикалах), Абель вказує на три важливі властивості, що притаманні цим типам рівнянь. Вони наступні:
1. Якщо один із коренів незвідного многочлена {\displaystyle f} раціонально виражається через інший корінь, то розв'язання рівняння {\displaystyle f(x)=0} зводиться до розв'язування рівнянь менших степенів.
2. Якщо корені незвідного многочлена {\displaystyle f} мають вигляд {\displaystyle x_{1},} {\displaystyle \Theta (x_{1}),} {\displaystyle \Theta ^{2}(x_{1})=\Theta {\big (}\Theta (x_{1}){\big )},\ldots ,\Theta ^{n-1}(x_{1}),} де {\displaystyle \Theta } — така раціональна функція, що {\displaystyle \Theta ^{n}(x_{1})=x_{1},} то рівняння {\displaystyle f(x)=0} розв'язується в радикалах.
3. Якщо корені незвідного многочлена {\displaystyle f} мають вигляд {\displaystyle x_{1},} {\displaystyle \Theta _{2}(x_{1}),} {\displaystyle \Theta _{3}(x_{1}),\ldots ,\Theta _{n}(x_{1}),} де {\displaystyle \Theta _{i}} — такі раціональні функції, що {\displaystyle \Theta _{i}\Theta _{j}(x_{1})=\Theta _{j}\Theta _{i}(x_{1}),} то рівняння {\displaystyle f(x)=0} розв'язується в радикалах.